# Charles Vanderstappen
Charles Vanderstappen (Sint-Gillis 28 maart 1884 - maart 1962) was een Belgisch voetballer die speelde als aanvaller bij Union Saint-Gilloise.

## Biografie
Vanderstappen sloot zich in 1897 aan bij Union Saint-Gilloise, samen met zijn broers Joseph en Gustave. Charles maakte in 1900 de overstap naar het eerste elftal. Charles zou er 10 jaar in de aanval spelen. In die periode wordt Union zes keer landskampioen (1904, 1905, 1906, 1907, 1909 en 1910).In totaal speelde hij 131 wedstrijden en scoorde 23 doelpunten.
Vanderstappen speelde tussen 1904 en 1907 5 interlands voor de Belgische nationale ploeg. Zijn eerste interland was op 1 mei 1904, tegen Frankrijk.